# Уснено-зубни сугласник
Лабиодентални или уснено-зубни сугласник (али не и усненозубни) јесте сугласник артикулисан помоћу доње усне и горњих зуба. Такви сугласници у српском језику су: ф и в.
Лабиодентални сугласници наведени у међународној фонетској абецеди (ИПА) су:
| ИПА | Опис                            | Пример    | Пример     | Пример | Пример         |
| ИПА | Опис                            | језик     | правопис   | ИПА    | значење        |
| --- | ------------------------------- | --------- | ---------- | ------ | -------------- |
|     | безвучни лабиодентални плозив   |           |            |        |                |
|     | звучни лабиодентални плозив     |           |            |        |                |
|     | безвучни лабиодентални африкат  | цонга     | не постоји |        | нилски коњи    |
|     | безвучни лабиодентални африкат  | цонга     | не постоји |        | брада          |
|     | лабиодентални назал             | енглески  | symphony   |        | симфонија      |
|     | безвучни лабиодентални фрикатив | енглески  | fan        |        | лепеза         |
|     | звучни лабиодентални фрикатив   | енглески  | van        |        | комби/камионет |
|     | лабиодентални апроксимант       | холандски | wang       |        | образ          |
|     | лабиодентални флап              | моно      | vwa        |        | слати          |

Најчешћи лабиодентални сугласници у пракси су фрикативи и апроксимант. Лабиодентални флап се фонетски појављује у десетак језика, али су сви они у централној и југоисточној Африци. За остале врсте артикулације, карактеристични су билабијални сугласници. 
Глас [ɱ] се често појављује, али најчешће као алофон гласа m испред лабиоденталних сугласника v и f. 